# Ръкавица
Ръкавица е част от облеклото на човека и в много случаи моден атрибут, който е предназначен да предпазва ръката. Ръкавиците са изработени от най-различни материали и служат на различни цели. Повечето от тях имат различно отверстие за всеки пръст, но има и ръкавици с изрязани пръсти предпазващи само дланта, както и комбинирани, при които пръстите може да се откриват.
Ръкавиците създават удобство и предпазват от студ, топлина, химикали, триене, електричество и други. В медицината често се използват латексови или найлонови ръкавици за еднократна употреба; криминалистите също ги употребяват при събиране на улики и доказателства на мястото на местопрестъпление. През зимата се носят вълнени, текстилни или кожени ръкавици за предпазване от измръзване.
Счита се, че ръкавиците са много древен елемент от облеклото, съществували още в Древен Египет. През XIII век в Европа се превръщат в модерен атрибут, много често с дължина до лакътя, изработени от фина коприна и стават символ на аристократизъм.

## Видове ръкавици
Ежедневните ръкавици биват мъжки, женски, детски и универсални.
Работните ръкавици са съобразени със спецификата на професията.
Много спортове също имат специфични ръкавици, като например тези за ски, бокс и бейзбол.
- Кожени ръкавици
- Ръкавици на моторист
- Плетени ръкавици
- Хирургически ръкавици